# 1955 au Nouveau-Brunswick
Chronologie du Nouveau-Brunswick
- 1951
- 1952
- 1953
- 1954
- 1955
- 1956
- 1957
- 1958
- 1959

Cette page concerne des événements d'actualité qui se sont produits durant l'année 1955 dans la province canadienne du Nouveau-Brunswick.

## Événements
- L'Indicatif régional 506 devient l'indicatif téléphonique du Nouveau-Brunswick.
- 28 juillet : Calixte Savoie et Frederic McGrand sont nommés sénateurs.
- 10 août : création de la tradition Tintamarre à Moncton lors de l'instigation de l'archevêque Norbert Robichaud à l'occasion du 200e anniversaire de la Déportation des Acadiens.
- 26 septembre : le progressiste-conservateur Joseph Charles Van Horne remporte l'élection partielle fédérale de Restigouche—Madawaska  à la suite de la mort de Joseph-Gaspard Boucher.

## Naissances
- Bruce Northrup, député et ministre.
- Réjean Thomas, homme de sciences.
- 15 janvier : Jean-Yves Thériault, champion de kickboxing
- 25 janvier : Rick Bowness, joueur de hockey sur glace.
- 25 février : Camille Thériault, premier ministre du Nouveau-Brunswick.
- 16 mars : Andy Scott, député et ministre.
- 18 mars : Cy Leblanc, député.
- 29 avril : Claude Landry, député.
- 12 mai : Yvon Godin, député.
- 13 août : Burt Paulin, administrateur, historien et député.
- 25 novembre : Claude Williams, député et ministre.
- 12 décembre : Bernard Thériault, historien, député et ministre.
- 31 décembre : Pierrette Ringuette, député et sénatrice.

## Décès
- 18 avril : Joseph-Gaspard Boucher, député.
- 6 novembre : William Logan, patineur.